# Eastville (Virginia)
Eastville város Northampton megyében, Virginiában, az Amerikai Egyesült Államokban. A népesség, a 2000. évi népszámlálás adatai szerint 203 fő. Ez Northampton megye megyeszékhelye.

## Elhelyezkedés
Az Egyesült Államok Népszámlálási Hivatalának adatai szerint teljes területe 0,6 km², teljes egészében szárazföldön.

## Demográfiai adatok
A 2000. évi népszámlálás adatai szerint 203 lakos élt Eastville-ben, 69 háztartásban és további 42 fő tartózkodott a városban. A népsűrűség 356,3 fő volt négyzetkilométerenként abban az időben. Az etnikai megoszlás szerint a népesség 68,47%-a fehér, 29,06%-a afroamerikai, 0,49%-a őslakos, 0,49%-a egyéb, 1,48%-a pedig kevert származású volt. A hispano és latino lakosság aránya 0,99% volt.
69 háztartást írtak össze, amelyek 27,5%-ában volt 18 év alatti gyermek is, 44,9%-ában házaspárok éltek együtt, 14,5%-át egyedülálló nő tartotta fenn és 37,7%-ában nem családi kapcsolatban lévő személyek éltek együtt. A háztartások 34,8%-ában egyetlen személy élt, ebből 23,2%-ban az illető 65 év feletti volt. Az átlagos háztartásnagyság 2,2, az átlagos családméret pedig 2,84 fő volt.
A település lakosságának 17,2%-a volt 18 év alatti, 15,3% 18 és 24, 26,1% 25 és 44, 23,2% 45 és 64 év közötti, valamint 18,2% 65 év feletti. Az átlagos életkor 41 év volt. Minden 100 nőre 128,1 férfi jutott. 100 18 év feletti nőre pedig 154,5 férfi.
A háztartások átlagos jövedelme 36 250$ volt évente, míg egy család átlagos jövedelme 60 208$. A férfiak átlagos jövedelme 16 250$ volt, míg a nőké 22 083$. A fejenkénti átlagos jövedelem 21 621 dollárt tett ki. 6,4% élt a szegénységi küszöb alatt, de ebbe egyik család és egy 18 év alatti lakos sem tartozott bele, viszont a 64 év felettiek 12,1%-a igen.

## Történelem
Eastville Northampton megye székhelye 1680 óta. A régi bírósági épületet 1731-ben építették és ezzel ez a leghosszabb ideje folyamatosan működő bírósági épület az Egyesült Államokban. Ez egy hamisítatlan kolóniai település. A függetlenségi nyilatkozatot a bíróság épületének lépcsőjén hirdették ki 1776 augusztusában.

## Fordítás
Ez a szócikk részben vagy egészben  az   Eastville, Virginia című angol Wikipédia-szócikk ezen változatának fordításán alapul.  Az eredeti cikk szerkesztőit annak laptörténete sorolja fel. Ez a jelzés csupán a megfogalmazás eredetét és a szerzői jogokat jelzi, nem szolgál a cikkben szereplő információk forrásmegjelöléseként.